# Biserica Nașterea Maicii Domnului din Doicești
Biserica Nașterea Maicii Domnului din Doicești este un lăcaș de cult ortodox. Edificiul este monument istoric (cod LMI DB-II-m-A-17465.02), făcând parte din ansamblul mai larg al Curții brâncovenești din Doicești (cod LMI DB-II-a-A-17465), al cărei paraclis era. 
În Doicești existau ante Brâncoveanu niște case care aparțineau familiei Bălăceanu. De la ei le-a cumpărat marele ban Cornea Brăiloiu, care le-a vândut la rândul său lui Constantin Brâncoveanu. 
Brâncoveanu a pendulat de-a lungul domniei sale cu întreaga curte între orașele Târgoviște și București, preferând primul din cauza apropierii de munții Carpați, pentru că i-ar fi permis în cazul mazilirii să se refugieze în Transilvania. 
Astfel că a cumpărat domeniul ca loc de preumblare, pentru că se află în apropierea Târgoviștei. În plus, locul era de asemenea la poala viilor voievodului, putând să servească toamna la culesul viilor. Brâncoveanu a construit o curte care ar fi trebuit să rămână moștenire fiului Matei (care s-a păstrat până astăzi doar în formă ruinată, cum era deja la anul 1871) și Biserica Nașterea Maicii Domnului. Frescele cuprind un tabloul votiv al familiei lui Brâncoveanu (cu soția și cei 11 copii), înfățișând un Brâncoveanu îmbătrânit, cu barbă albă, figurile copiilor fiind de aceeași înălțime cu voievodul și soția sa.

## Legături eterne
- Materiale media legate de Biserica Nașterea Maicii Domnului din Doicești la Wikimedia Commons